# Rife (album)
Rife è un album dal vivo di Foetus, qui accreditato come Foetus Corruptus, progetto del musicista australiano James George Thirlwell, pubblicato nel 1988.
Si tratta di un bootleg ufficiale, pubblicato inizialmente privatamente da Thirlwell, quindi in tre formati: due LP in vinile nero, due LP picture disc e un CD.
Dopo la sua pubblicazione iniziale, la Jungle Records venne autorizzata, nel 1988, a pubblicare un'edizione limitata di duemila dischi in totale tra tutti e tre i formati. La stessa ripubblicò il disco nel 1996, producendo 500 copie aggiuntive non autorizzate. 
Nel 1998, la Jungle vendette i diritti di Rife alla Invisible Records, che cominciò a produrre ulteriori copie probabilmente non autorizzate in formato CD.

## Tracce
Tutti i brani sono di James George Thirlwell, eccetto dove indicato.
1. Fin – 2:58
2. Don't Hide It Provide It – ?:?? Solo su LP
3. Honey I'm Home – 7:47
4. The Dipsomaniac Kiss – 5:51
5. English Faggot – 6:12
6. Grab Yr. Ankles – 6:00
7. Slut (Thirlwell/Marc Almond) – 3:25
8. A Prayer for My Death – 6:26
9. ¡Chingada! – 8:00
10. Hate Feeler (Alex Harvey/Hugh McKenna) – 8:10
11. The Fudge Punch (Thirlwell/Roli Mosimann) – 8:02
12. Clothes Hoist – 4:37
13. Private War/Anything (Viva!) – 11:21

Alcune tracce hanno titoli diversi sulla versione in vinile nero.

## Formazione
- Clint Ruin (James George Thirlwell - voce
- Algis Kizys - basso
- Norman Westberg - chitarra
- Ted Parsons - batteria
- Raymond Watts (come Ray Scaballero) - tastiere e chitarra